# نقطه پادپایی

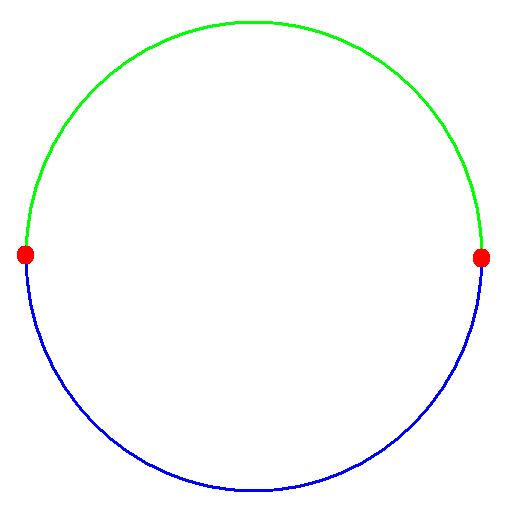
نقاط پادپایی بر روی یک دایره، ۱۸۰ درجه با هم اختلاف دارند.

نقطه پادپایی یا نقطه هم‌قطر (به انگلیسی: Antipodal point) در ریاضیات، یک نقطه بر روی سطح یک کره نقطه است که طرف مقابل قطر آن است، بگونه‌ای که خطی که دو نقطه را به هم متصل می‌کند از مرکز کره گذشته و قطر آن باشد. این اصطلاح به نقاط مقابل در یک دایره یا نیم کره گفته می‌شود.